# Dennis Rundt
Dennis Jarl-Olav Rundt, född 14 augusti 1947 i Vasa, är en finländsk journalist och författare. 
Rundt var under hela sin yrkesbana knuten till Vasabladet, som reporter 1973–1975, redaktionschef 1980–1992 och i två repriser som chefredaktör, 1992–1997 och 2002–2008. Som orädd ledarskribent var han framför allt en österbottnisk röst med ett starkt svenskhetspatos som ledstjärna. På ett nationellt plan har han engagerat sig som ordförande för Chefredaktörernas förening 2001–2006. Rundt tilldelades Statens informationspris 2008. Han blev politices doktor 1992 på en doktorsavhandling om Munsalaradikalismen, vilken lyfte fram den österbottniska vänsterns pacifistiska förflutna. Skönlitterärt har han publicerat sig i romansviten Sterbhuset (1998), Korthuset (2000) och Glädjehuset (2003), som ur österbottniskt perspektiv ger livfulla bilder av finländskt 1900-tal.  Han har även skrivit de dokumentära romanerna My Darling Dolly (2018) och "Big Daddy" (2021).